# Patria (roman)
Pour les articles homonymes, voir Patria (homonymie).
Patria est un roman de l'écrivain espagnol Fernando Aramburu publié en septembre 2016 par Tusquets Editores. 

## Contexte
L'histoire prend place dans une localité rurale du Pays basque dans la province du Guipuscoa considérée comme l'« Euskadi profonde » où les terroristes de l'ETA et la gauche abertzale imposent un régime totalitaire et répressif. Le récit raconte les années de plomb qui vont de la mort de Franco jusqu'en 2011, lorsque l'ETA annonce « la fin définitive de ses activités ».

## Résumé
Fernando Aramburu met en scène deux familles basques que la violence sépare, dans une petite ville industrielle des environs de Saint-Sébastien. La première famille voit l'un des fils rejoindre la bande armée séparatiste, l'autre est l'objet de la vindicte du groupe armé quand le père de famille, El Txato, un petit patron, rechigne à payer "l'impôt révolutionnaire". Peu à peu mis à l'index par son entourage, il finit assassiné. Confrontés à un mur d'hostilité, ses proches doivent quitter la commune. Quand ETA annonce la fin de la lutte armée, en 2011, Bittori, la veuve d'El Txato, décide de retourner dans la petite ville, où son mari n'a même pas pu être enterré. Elle veut obtenir le pardon de ceux qui ont été complices de l'assassinat de son mari. Néanmoins, le retour discret de Bittori altère la fausse paix qui règne entre ceux qui étaient voisins et même amis jusqu'à ce que les événements ne provoquent des persécutions. Tout au long du roman, Bittori tentera de trouver des réponses.

## Adaptation télévisée
Patria a été adaptée sous forme de série télévisée avec la participation de la chaîne HBO,.

## Thèmes abordés

### La violence au Pays basque
Le roman aborde le thème des victimes de la violence au Pays basque.

### Le matriarcat
« Ce sont les mères, dans l'histoire qui est racontée, qui propagent et reconduisent la haine, le ressentiment, le ténébreux abrutissement de la mémoire dans son labyrinthe. Les pères sont faibles, dépassés ou lâches. ».

## Réception
Le livre remporte un grand succès critique et public, avec plus de 700 000 exemplaires vendus,,. Il reçoit plusieurs prix en Espagne, dont le prix national de littérature narrative, en 2017. Il est publié en français en mars 2018 chez Actes Sud et les critiques sont également positives,.

### Distinctions
En 2017, le roman remporte les récompenses suivantes : 
- Prix national de littérature narrative[10]
- Prix Francisco Umbral[11]
- Prix Ramón Gómez[12]